# Фюмишон
Фюмишо́н (фр. Fumichon) — коммуна во Франции, находится в регионе Нижняя Нормандия. Департамент коммуны — Кальвадос. Входит в состав кантона Лизьё 1-й кантон. Округ коммуны — Лизьё.
Код INSEE коммуны — 14293.

## Население
Население коммуны на 2010 год составляло 273 человека.
| 1962 | 1968 | 1975 | 1982 | 1990 | 1999 | 2010 |
| ---- | ---- | ---- | ---- | ---- | ---- | ---- |
| 167  | 146  | 131  | 178  | 185  | 244  | 273  |

## Экономика
В 2010 году среди 182 человек трудоспособного возраста (15—64 лет) 135 были экономически активными, 47 — неактивными (показатель активности — 74,2 %, в 1999 году было 69,7 %). Из 135 активных жителей работали 126 человек (70 мужчин и 56 женщин), безработных было 9 (4 мужчины и 5 женщин). Среди 47 неактивных 15 человек были учениками или студентами, 15 — пенсионерами, 17 были неактивными по другим причинам.